# Pedro V de Bermond

Brasão de Armas da Casa de Anduze.

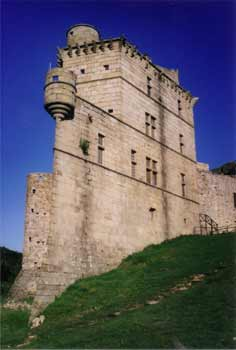
O Castelo de Portes, Possessão da Casa de Anduze.

Pedro V de Bermond ou também Pierre Bermond V de Anduze (1190 – 1215) foi Senhor de Anduze e de Sauve.

## Relações familiares
Foi filho de Bernardo de Anduze, Senhor de Anduze e de Verne du Luc. Casou com Constância de Toulouse (1207 -12 de Maio de 1260) (anteriormente casada com o rei Sancho VII de Navarra (1160 - 1234), rei de Navarra) filha de Raimundo VI de Toulouse (27 de Outubro de 1156 - 2 de Agosto de 1222), conde de Toulouse e de Beatriz Trencavel ou também Beatriz de Carcasona e Beziers, filha de Raimundo I de Trencavel (? - 1167), de quem teve:
1. Sibila de Anduze (1212 – 1279) casada com Barral I, senhor de Baux, visconde de Marselha,
2. Bermundo de Anduze, Barão de Caila casado com Inês de Sevrac,
3. Beatriz de Anduze (1212 -?) casada com Arnaldo de Roquefeuil,
4. Pedro Bermont, Senhor de Anduze e de Sauve casado por duas vezes, a primeira com Josserande de Valentinois e a segunda com Allemande de Pierre de Ganges,
5. Raimundo de Anduze, Senhor de Florac,
6. Maria de Anduze casada com Arnaldo Otão de Lomagne.